# Ruhr Nachrichten
 (avril 2024).
Si vous disposez d'ouvrages ou d'articles de référence ou si vous connaissez des sites web de qualité traitant du thème abordé ici, merci de compléter l'article en donnant les références utiles à sa vérifiabilité et en les liant à la section « Notes et références ».
Ruhr Nachrichten est un journal quotidien allemand local diffusé à Dortmund, dans le Land de Rhénanie-du-Nord-Westphalie.

## Histoire
L'ancêtre de Ruhr Nachrichten est créé à Noël 1875. À cette époque, Tremonia Zeitung paraît pour la première fois sous la direction des deux frères Heinrich et Lambert Lensing. Au départ, ils se contentent d'un échantillon de 3 000 journaux. Ce nombre atteint 48 000 exemplaires au début de l'ère nazie. Cela fait du journal l'un des 25 plus grands journaux privés allemands.
Les nazis tolèrent d'abord le journal pour démontrer la liberté de la presse, mais ce n'est plus Lambert Lensing qui prend les décisions, mais plutôt un SA Obergruppenführer à la suite de critiques répétées dans le journal, interdit à plusieurs reprises pendant quelques jours. Le dernier numéro paraît en avril 1945.
Il faut quatre ans avant que la maison d'édition Lensing reçoive l'autorisation de publier à nouveau un journal. Le Ruhr Nachrichten est publié le 1er mars 1949, initialement avec un tirage de 120 150 exemplaires. En 1949, s'ajoutent le Dorstener Volkszeitung voisin (rebaptisée plus tard Dorstener Zeitung) et le Halterner Zeitung, qui forment aujourd'hui une unité économique avec le RN.
Florian Lensing-Wolff rejoint la direction de l'entreprise médiatique en 1957. Après le décès de son oncle Lambert Lensing en 1965, il en assume seul la responsabilité. Florian Lensing-Wolff dirige la fortune de la société médiatique Lensing pendant plus de 40 ans ; il meurt le 4 février 2011 à 80 ans. En 1999, Lambert Lensing-Wolff, le fils de Florian Lensing-Wolff, reprend la direction, qui comprend également Christoph Sandmann et Hans-Christian Haarmann.
Après la reprise de l'entreprise par Florian Lensing-Wolff, Ruhr Nachrichten et l'entreprise de médias traversent une longue phase de restructuration. En 2006, le personnel de la maison d'édition est sous-traité à des sociétés indépendantes et non tarifaires. Les contrats des éditeurs photo employés sont résiliés, ils sont contraints à adopter le statut de travailleur indépendant. Le directeur général Lambert Lensing-Wolff fait l'objet de critiques publiques en janvier 2007 lorsqu'il licencie l'ensemble de la rédaction locale et sportive de 19 personnes du Münstersche Zeitung. Depuis le 1er février 2013, les sections locales du journal Westfälische Rundschau édité par le Funke Mediengruppe dans les villes de Dortmund, Lünen et Schwerte sont également produites par la rédaction de Ruhr Nachrichten. En 2014, le groupe Aschendorff reprend le Münstersche Zeitung, auparavant publié par la société de médias Lensing, dans le cadre d'une fusion de restructuration.
Depuis octobre 2017, Ruhr Nachrichten reçoit son contenu national de Redaktionsnetz Westfalen à Unna.

## Éditions locales
Ruhr Nachrichten paraît à Dortmund, Schwerte, Castrop-Rauxel, Lünen, Werne, Herbern, Selm, Nordkirchen, Olfen, Witten et Bochum.
Il n'y a plus de rédaction ou de bureau local à Herbern, Nordkirchen et Olfen. Le 1er avril 2006, l'éditeur cesse de publier des éditions locales dans les villes de Kamen, Gladbeck, Gelsenkirchen et Bottrop.
À l'été 2014, la société de médias Lensing annonce qu'elle fermera ses rédactions dans les villes de Bochum et Witten le 31 octobre de la même année.
Le Dorstener Zeitung à Dorsten, Schermbeck, Raesfeld et Kirchhellen ainsi que le Halterner Zeitung à Haltern am See portent le manteau du RN.